# Omar Hakim
Omar Hakim (Nueva York, 12 de febrero de 1959) es un destacado baterista estadounidense que ha desarrollado su carrera en el campo del jazz, del jazz fusion y de la música pop. 
Hakim señala al vibrafonista de jazz Mike Mainieri como la persona que le introdujo en la escena en 1980. El baterista apareció en un video con Mianieri titulado "The Jazz Life" y comenzó a trabajar con la cantante Carly Simon a través de una recomendación de él. Hakim obtuvo una tremenda notoriedad cuando pasó a formar parte de Weather Report y, después, de la banda de acompañamiento de Sting, apareciendo en el álbum y el film, ambos de nombre "Bring on the Night".
En 1984 grabó la mayor parte de las pistas de batería del álbum Brothers in Arms, del grupo británico Dire Straits, cuando los productores decidieron desechar las grabaciones del baterista original del grupo, Terry Williams, con la mayoría de los temas ya terminados. Hakim regrabó todo el álbum en sólo dos días para marcharse y ceder de nuevo el puesto a Williams. 
Entre 1988 y 1989 Omar Hakim apareció regularmente como miembro de la banda del programa estadounidense "The Sunday Night" de la cadena NBC. Tras ser reemplazado temporalmente por el baterista J. T. Lewis durante la segunda mitad de la temporada de ese año, Hakim volvió a la banda a finales de 1989, cuando el programa cambió su nombre por el de "Night Music".
Entre los artistas más destacados para los que el músico ha grabado, o a quienes ha acompañado, se encuentran Anita Baker, Sting, Weather Report, Mariah Carey, Madonna, David Bowie, Miles Davis, Chic, Everything but the Girl, Marcus Miller, Kazumi Watanabe, Daft Punk, entre otros muchos.
Omar Hakim mantiene un contrato de endorsement con la firma Pearl Drums.

## Multimedia
- Sting - "I Burn For You" (1985)
- Sting - "Driven To Tears" (1985)